# Imazapic
Imazapic ist ein Pflanzenschutzwirkstoff aus der Gruppe der Herbizide, der zur Bekämpfung von Unkräutern eingesetzt wird.

## Eigenschaften
Imazapic wird hauptsächlich zur Unkrautbekämpfung in Mais-, Sojabohnen- und Erdnussplantagen eingesetzt. Aufgrund von Resistenzentwicklungen erfolgt die Anwendung von Imazapic oft in Kombination mit Imazapyr.
In einer Studie wurde die Wirksamkeit von Imazapic bei der Bekämpfung von Sommerwurzen (Orobanche cumana) bei Sonnenblumen bestätigt. Bei der Behandlung wurde das Wachstum der Sonnenblumen nicht beeinträchtigt.

## Zulassung
In den Staaten der EU und in der Schweiz sind Pflanzenschutzmittel mit dem Wirkstoff Imazapic nicht mehr zugelassen.

## Handelsname
Ein Pflanzenschutzmittel mit dem Wirkstoff Imazapic wurde unter dem Handelsnamen Plateau vermarktet.